# Iglesia del Salvador (Carabias)
La iglesia del Salvador o de la Transfiguración del Señor es un templo católico situado en la pedanía seguntina de Carabias (Guadalajara, España). Está situada en la calle de la Fuente, en el lado norte de la plaza Mayor de la localidad.

## Planta
Su planta es rectangular de estilo románico rural del siglo XIII y una sola nave (2), rematada por ábside de cabecera plana (3) y torre-campanario (4) de planta rectangular de 2 campanas situada en el lado meridional del ábside. Presenta la orientación litúrgica habitual (87° E).
El templo dispone de portadas en las fachadas sur y oeste. La de poniente (7), más sencilla, de arco de medio punto, está formada por una arquivolta de dovelas lisas, apoyadas en columnas dobles de fuste liso, capiteles con decoración vegetal e imposta.
El acceso al templo se puede efectuar desde las fachadas este, oeste y norte, que dan paso al pórtico sur (1) de arco de medio punto formado por tres arquivoltas, la intermedia lisa y la interior y exterior con baquetón sogueado. Esta última se apoya en columnas de fuste liso mediante capiteles sencillos con decoración muy deteriorada.
Especialmente destacable es la galería porticada (8) que se extiende parcialmente por el lado norte y cubre completamente los lados sur y oeste del templo.
 
El ala sur está dividida en dos por una ancha pilastra; cada lado dispone de siete arcos de medio punto sobre columnas pareadas de fuste recto y capiteles con decoración vegetal (acanto).
 
El ala oeste actualmente presenta cinco arcos iguales a los del ala sur, en dos grupos de uno y cuatro arcos separados por uno más amplio enfrentado al pórtico oeste.

Finalmente el ala norte también muestra un vano de acceso con escalones que salvan el desnivel de la zona respecto a la galería.
Según

«...los canteros que la realizaron proceden de Sigüenza, donde trabajaron en el siglo XIII en la Catedral decorando los pórticos de la fachada occidental, además de trabajar en la iglesias de S. Vicente y Santiago....»

Este punto no ha sido posible constatarlo mediante las marcas de cantería habituales en esta época en los templos, ya que no se han identificado signos de este tipo en las portadas oeste de la catedral ni en S. Vicente. Actualmente, dic 2012, no es posible acceder a Santiago debido a estar en proceso de restauración.
Fue realizada con sillar de buena calidad apoyado en un podio adaptado al desnivel del terreno.
En el interior del templo, a la izquierda del pórtico, se sitúa el baptisterio con una interesante pila bautismal (5) y coro elevado (6), bajo el que se sitúa la sacristía.
El templo, fue reformado en el siglo XVII sobreelevando la nave y restaurado en el siglo XX.

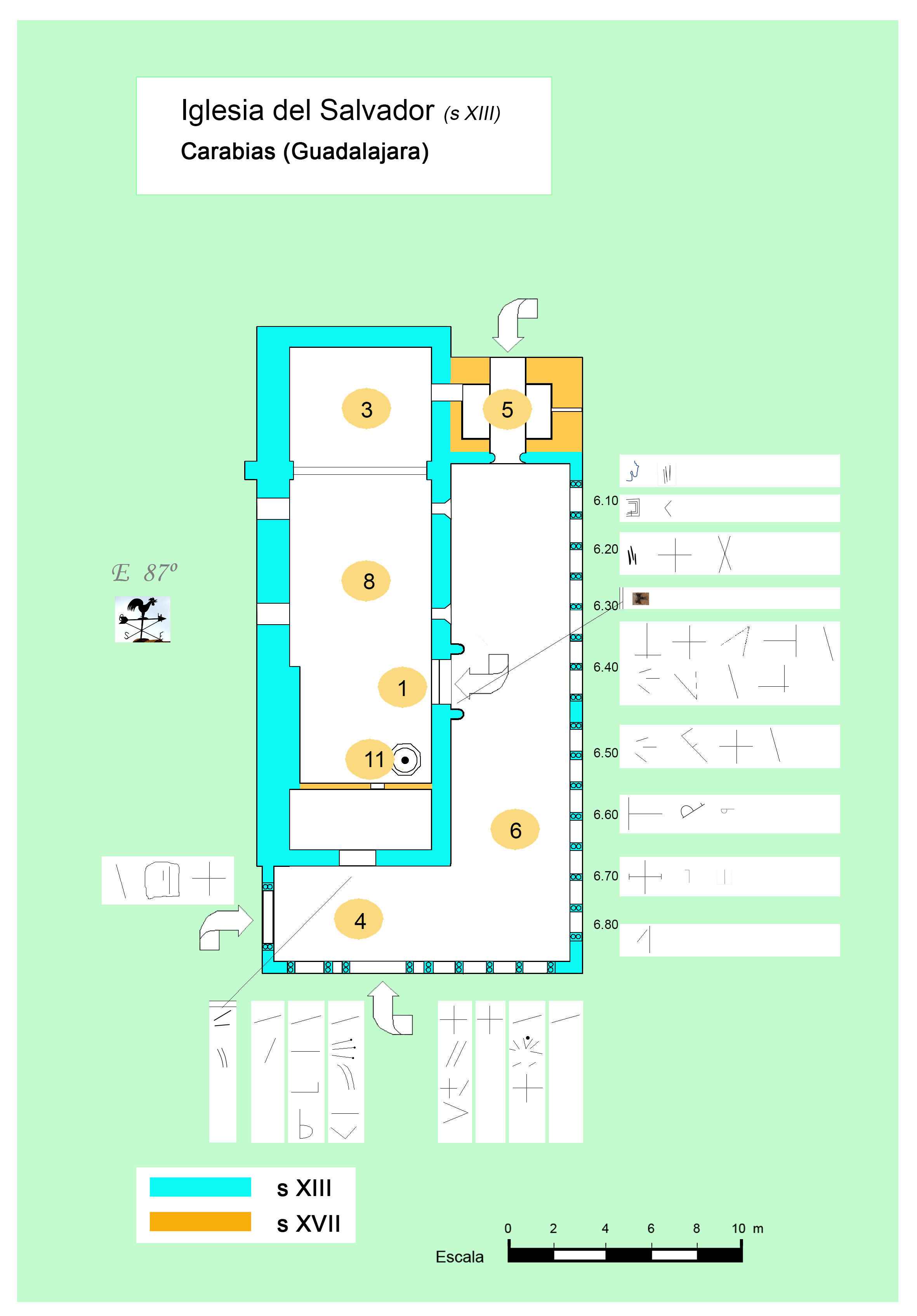
Aprox. a la planta de la Iglesia.
Marcas de cantería.

 Leyenda de la imagen
1. Pórtico Sur; acceso al templo.
2. Nave.
3. Presbiterio (Ábside).
4. Torre-campanario.
5. Coro elevado y pila bautismal.
6. Sacristía.
7. Pórtico oeste.
8. Galería porticada.
9. Marcas de cantería.

## Marcas de cantería
Se han identificado un total de 57 signos todos situados en el exterior del templo, especialmente en la galería porticada:

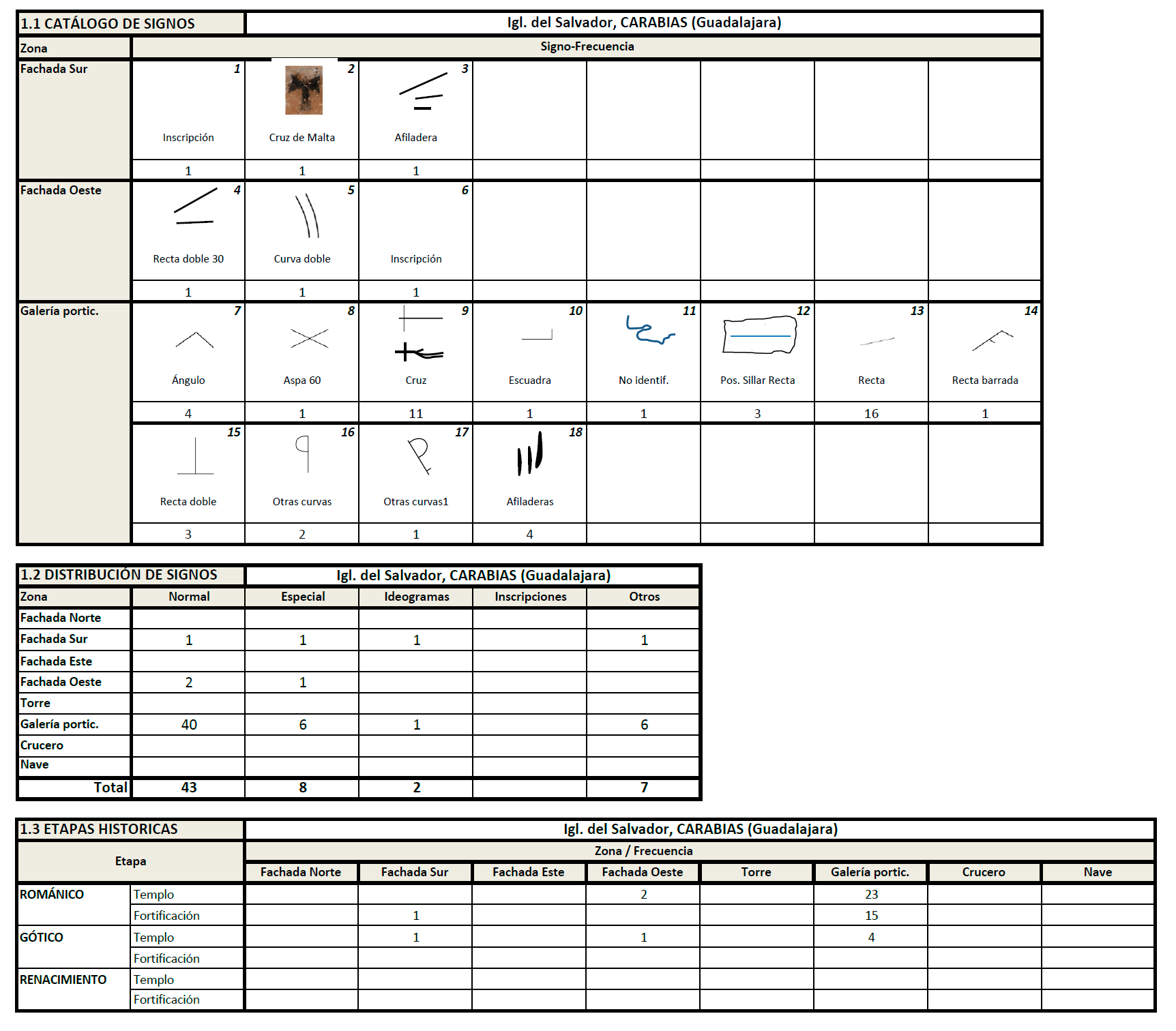
Catálogo de signos lapidarios del templo. Ver Planta.

- Wikimedia Commons alberga una categoría multimedia sobre:  Marcas de cantero y gliptografía en la igl. El Salvador.